# NXT TakeOver: Vengeance Day (2021)
L'édition Vengeance Day de NXT TakeOver est une manifestation de catch (lutte professionnelle) produite par la World Wrestling Entertainment (WWE), une fédération de catch (lutte professionnelle) américaine, qui est diffusée sur le WWE Network. Cet événement met en avant les membres de l’émission NXT, le club-école de la WWE. L'événement s'est déroulé le 14 février 2021 au Performance Center à Orlando dans l'état de Floride aux États-Unis. Il s'agit du trente-troisième événement de NXT TakeOver.

## Contexte
Les spectacles de la World Wrestling Entertainment (WWE) sont constitués de matchs aux résultats prédéterminés par les scénaristes de la WWE. Ces rencontres sont justifiées par des storylines – une rivalité avec un catcheur, la plupart du temps – ou par des qualifications survenues dans les shows de la WWE telles que Raw, SmackDown et NXT. Tous les catcheurs possèdent une gimmick, c'est-à-dire qu'ils incarnent un personnage gentil (Face) ou méchant (Heel), qui évolue au fil des rencontres. Un événement comme In Your House est donc un événement tournant pour les différentes storylines en cours,.

## Tableaux des matchs
| Ordre par numéros                                                                         | Résultat                                                                              | Stipulation(s) | Temps |
| ----------------------------------------------------------------------------------------- | ------------------------------------------------------------------------------------- | --- | ----- |
| 1                                                                                         | Dakota Kai et Raquel González battent Ember Moon et Shotzi Blackheart                 | Tag Team match - Finale du tournoi Dusty Rhodes Tag Team Classic féminin L'équipe gagnante aura une opportunité pour les WWE Women's Tag Team Championship. | 17:40 |
| 2                                                                                         | Johnny Gargano (c) bat Kushida                                                        | Match simple pour le NXT North American Championship | 24:50 |
| 3                                                                                         | MSK (Wes Lee et Nash Carter) bat Grizzled Young Veterans (James Drake et Zack Gibson) | Tag Team match - Finale du tournoi Dusty Rhodes Tag Team Classic masculin L'équipe gagnante aura une opportunité pour les NXT Tag Team Championship.        | 18:25 |
| 4                                                                                         | Io Shirai (c) bat Toni Storm et Mercedes Martinez                                     | Triple Threat match pour le NXT Women's Championship | 12:15 |
| 5                                                                                         | Finn Bálor (c) bat Pete Dunne                                                         | Match simple pour le NXT Championship | 25:25 |
| La lettre C placée entre parenthèses désigne la personne ou l’équipe championne en titre. |                                                                                       | |       |